# Metionina
La metionina, de símbol químic Met o M i de fórmula C₅H11NO₂S, és un dels aminoàcids transcripcionals que conformen les proteïnes dels éssers vius. És un aminoàcid essencial, el que implica que els humans no podem sintetitzar-la. per tant, l'hem d'incorporar al nostre organisme a través de la dieta.
Pertany al grup dels aminoàcids hidrofòbics alifàtics i juntament amb la cisteïna és l'únic aminoàcid que conté sofre al radical. Aquest sofre li aporta moltes de les seves principals característiques.
Al codi genètic, la metionina és codificada pel triplet AUG, que és el codó d'inici (start) de la traducció genètica de l'ARNm, de manera que aquest aminoàcid sempre és el primer a l'extrem N terminal de la proteïna, que és on comença la seva síntesi, tot i que normalment és eliminada.
Visualment és una pols blanca i cristal·lina. Té un punt de fusió elevat: 281-283 Cº i un punt isoelèctric de 5,74.

## Estructura
La metionina i la cisteïna són els únics aminoàcids que contenen sofre. Aquesta primera es conforma per un grup amino unit a un hidrogen (NH2), un grup carboxil (COOH) i una cadena lateral (C2H7S) unida al carboni central.

És una molècula lineal i presenta isomeria òptica degut a que té un carboni asimètric. És a dir, podem trobar l'isòmer L-metionina, l'isòmer D-metionina i la mescla racèmica D-L metionina (es produeix a escala industrial mitjançant la síntesi química).

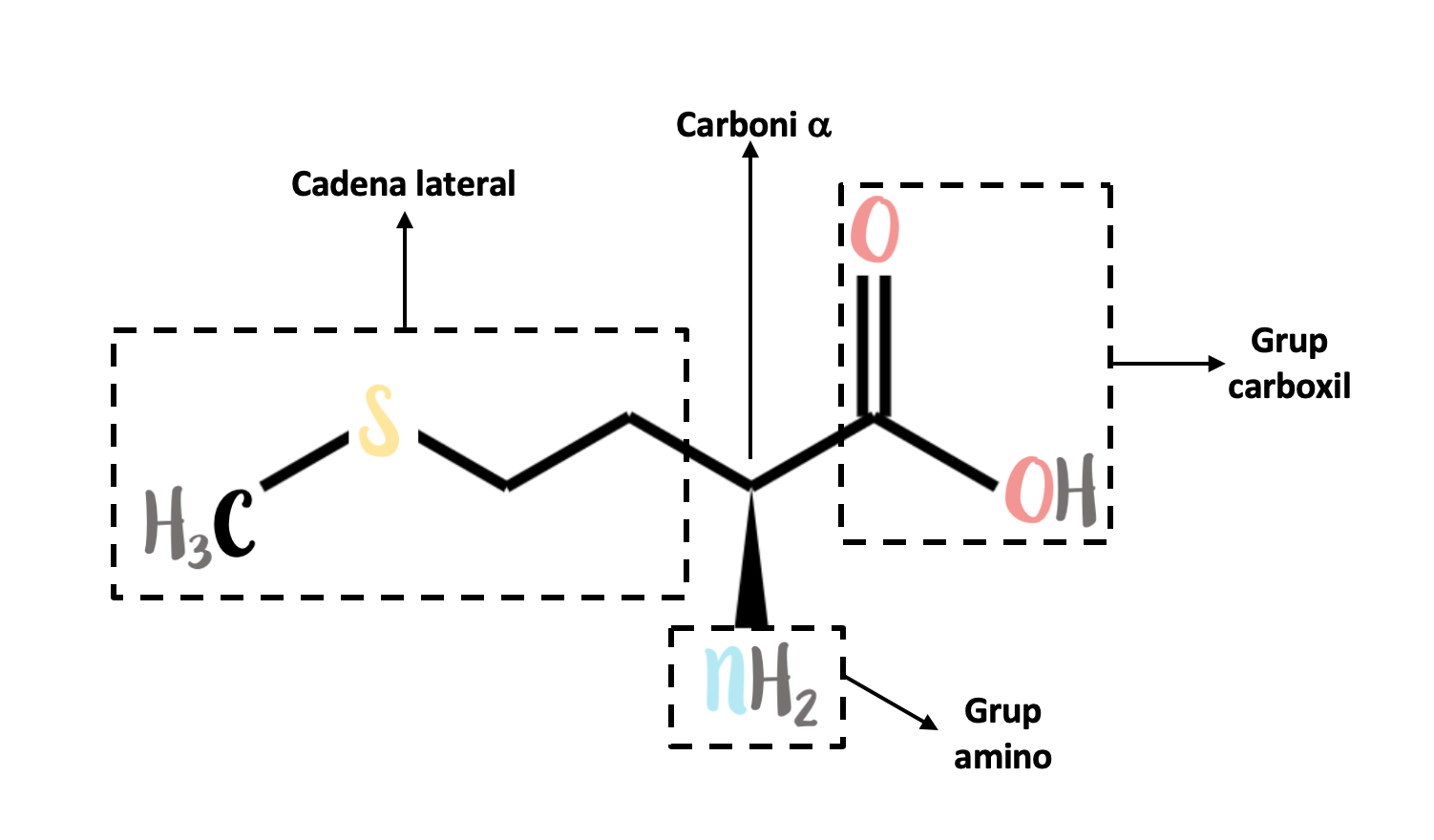
Estructura de la metionina amb les parts indicades

Es tracta d'un aminoàcid tioèter perquè té un pont de sofre entre dues cadenes carbonades i també és hidròfob, el que implica que estigui situat dins el grup dels aminoàcids apolars. Com a conseqüència, té un alt grau d'impermeabilitat.

## Biosíntesi a plantes o altres organismes
Els humans no som capaços de sintetitzar metionina, per això es considera un aminoàcid essencial.
En canvi, les plantes i els microorganismes, són capaces de fer-ho mitjançant una via que utilitza l'àcid aspàrtic i la cisteïna.
El procés s'inicia amb l'àcid aspàrtic, el qual es redueix a homoserina (molècula vital en la formació de la treonina). La homoserina es torna activa mitjançant una molècula de fosfat. El grup hidroxil és substituït per una cisteïna o un derivat de la metionina, de manera que permet que s'hi uneixi la molècula de sofre. Per acabar, la molècula passa per un procés de metilació, s'introdueixen un parell de grups metilens (-CH3) contigus.

## Catabolisme
Els seus principals destins com aminoàcid són: La incorporació a cadenes polipeptídiques i la utilització a la producció d'alfa-cetobutirat i la cisteïna (dos glucogènics) per acció del co-substrat S-Adenosil Metionina (SAM).
El seu metabolisme està regulat per la disponibilitat dels aminoàcids metionina i cisteïna. Si les quantitats d'aquests són suficents, la SAM s'acumula de manera que actua positivament per a la formació de cisteïna i d'alfa-cetobutirat. Aquesta cisteïna s'utilitza més endavant en la biosíntesi de glutatió juntament amb Serina.
En canvi, si no hi ha prou metionina, la SAM se forma en petites quantitats, de manera que la Homocisteïna acumulada torna a rebre grups metilens, fins a convertir-se en metionina.

## Funcions a l'organisme
La metionina contribueix a aconseguir una bona salut a molts nivells:
- És un aminoàcid que forma cadenes que contenen un percentatge de sofre, i les proteïnes que conformen (com la Carnitina la Taurina o la Melatonina), són imprescindibles per a mantenir els teixits corporals en bon estat, en concret les ungles, la pell i el cabell.
- És l'encarregada de transportar la grassa fins a les cèl·lules, per a transformar-la en energia i així poder aconseguir un bon rendiment muscular. És a dir, és fonamental per cremar les grasses de l'organisme. A més, al realitzar aquest transport de grasses, evita l'acumulació d'aquestes a les artéries i al fetge. Aquesta propietat fa que es classifiqui dins del grup dels lipotròpics. És per això que aquest aminoàcid està inclòs en fàrmacs per aprimar.
- A més, té un gran poder antioxidant, de manera que redueix els efectes causats pels radicals lliures.
- Té un rol important a la metilació de l'ADN: la metionina pot convertir-se en el SAM, molècula que pot canviar l'ADN, afegint-hi un grup metil (CH₃). Segons la quantitat de metionina que s'ingereix a partir de la dieta, aquest procés succeirà amb més o menys freqüència i, per tant, podrien produir-se més o menys canvis a l'ADN, com a resultat de la SAM.[1] Aquests canvis poden ser beneficiosos o perjudicials. Alguns estudis han demostrat que dietes riques en nutrients donadors de grups metilens a l'ADN poden reduir el risc de càncer colorectal. No obstant, altres investigacions han provat que la ingesta excessiva de metionina pot empitjorar condiccions com l'esquizofrènia, potser a causa de l'adició de més grups metils a l'ADN.[2]

## Aliments d'on es pot obtenir metionina
La metionina és un aminoàcid que està implicat en la producció de molècules essencials al nostre organisme, raó per la qual a vegades es recomana incrementar la seva ingesta.
Gairebé tots els aliments que contenen proteïnes, aporten una part de metionina. Els ous, el peix i algun tipus de carn contenen altes quantitats d'aquest aminoàcid.
S'estima que al voltant del 8% dels aminoàcids dels ous blancs contenen sofre (cisteïna o metionina).
A la carn, es troben al voltant d'un 5% i d'un 4% als productes làctics. Les proteïnes vegetals són les que menys quantitat de metionina aporten. Tot i així, es va estudiar la concentració de metionina en sang d'individus que seguien dietes diferents i els resultats van ser sorprenents. Un grup seguia una dieta abundant en proteïnes (6.8 grams de metionina al dia) i un altre seguia una dieta vegetariana (3.0 grams de metionina al dia). Malgrat la ingesta baixa dels vegetarians, es va provar que tenien concentracions en sang més elevades que aquells que ingerien carn i peix. Aquest estudi va portar a la conclusió de que no hi ha una relació directa entre el contingut dietètic de la metionina i la seva concentració en sang.

## Salut

### Metionina com a tractament
Normalment, es pren metionina per tractar alteracions hepàtiques i infeccions víriques.
A la intoxicació per acetaminofen (paracetamol), la metionina impedeix que els productes que resulten de la seva descomposició perjudiquin al fetge.

### Malalties relacionades
Quan el metabolisme de la metionina falla, es produeixen una sèrie de deficiències que tenen efectes adversos al nostre organisme:
- La ingesta inadequada de metionina pot afectar negativament a la síntesi de cisteïna, i per tant, a la formació de glutatió el qual és un dels antioxidants endògens (produïts per la mateixa cèl·lula) més importants del nostre organisme.
- Deficiència de Metionina Adenosil-Transferasa: l'enzim MAT és l'encarregat de crear SAM (S-adenosil-metionina) juntament amb ATP, degut a una mutació en l'enzim MAT, aquest procés es veurà afectat creant molècules SAM defectuoses que no podran dur a terme correctament les seves funcions bioquímiques (transmetilació, transulfuració i aminopropilació). Els derivats d'aquestes reaccions seran defectuosos, tot i així, en la majoria de casos aquesta patologia és asimptomàtica però s'han relacionat símptomes com: tremolor, trastorns del moviment i una lleugera discapacitat mental. A més, s'acumularà la metionina en sang, provocant hipermetinonèmia, i a l'orina.
- Homocistinuria clàssica: és coneguda com a deficiència de cistationina beta sintasa i és una malaltia autosòmica recessiva del metabolisme de la metionina. Està produïda per una mutació al gen CBS (cr 21q22.3) de l'enzim cistationina beta sintasa el qual juntament amb la vitamina B₆ converteix la homocisteïna en cistetionina. Com a conseqüència, hi ha un acumulament d'homocisteïna i metionina a la sang. Les persones que pateixen aquesta patologia poden presentar símptomes com: miopia, discapacitat intel·lectual, hipertensió arterial[5] i extremitats d'un volum exagerat.
- Hipermetioninemia: es tracta de l'acumulació de metionina en sang i és una conseqüència de la deficiència o mutació de l'enzim MAT (Metionina Adenosil-Transferasa). Aquesta alteració està relacionada amb dificultats de la visió, discapacitat intel·lectual...